# CIELUV
CIELUV je barevný prostor známý též jako CIE 1976 (L*, u*, v*). Byl přijat Mezinárodní komisí pro osvětlování v roce 1976 jako snadno spočitatelná úprava barevného prostoru CIE XYZ z roku 1931, která se ale navíc snaží o dosažení perceptuální uniformity. Je široce používán tam, kde se pracuje s barevnými světelnými zdroji, například v počítačové grafice.